# 이수인 (축구 선수)
이수인(2002년 4월 30일 ~ )은 대한민국의 여자 축구 선수이다. 2025년 신인선수 드래프트에 참가하여 수원FC 위민에 1순위로 지명되었다.   

## 어린 시절
둘째 오빠가 입고 있던 유니폼이 멋있어 보여 초등학교 1학년 때부터 축구를 시작하게 되었다.당시 전북 현대 U-12에서는 4학년 이하의 선수는 받지 않았지만 당시 안재선 감독의 배려로 연습생으로서 오빠들과 훈련장에 다닐 수 있었다. 오빠들과 훈련하는게 힘들지 않냐는 질문에 어린 오빠들이랑 할 때는 힘들지 않지만 5, 6학년 오빠들과는 실력 차이가 많이 나는 것 같다고 답하기도 했다.
초등학교 4학년 이후부터는 정식 유스팀에 들어갔고 당시 전북 현대에는 여자팀이 따로 없었기에 남자들과 같이 경기를 하게 되었음에도 다른 남자들에게 밀리거나 하지 않으며 팀에서 핵심적인 역할을 맡으며 팀의 모든 킥을 담당하였다.당시 유스팀 감독인 정재민은 "남자선수들과의 경합에서도 전혀 뒤처지지 않는 돌파력과 정교한 킥이 장점인 선수다. 이제까지 남자선수들과 함께 훈련과 경기를 하면서 힘과 스피드가 뛰어나 여자축구선수로서 장래가 크게 기대된다"라며  그녀를 매우 극찬하기도 했으며, 전북과 제휴 관계인 올림피크 리옹의 관계자도 그녀를 두고 좋은 재능과 기술을 갖추었다며 리옹의 여자 유스팀으로 데려오고 싶다는 말을 남겼다.
중학교에서는 전국소년체육대회 및 연령별 대표팀에서의 활약 덕분에 2017 올해의 영플레이어에 선정되었다.

## 국가대표팀 경력
2017년 AFC U-16 챔피언십에서 전 경기를 풀타임으로 소화하면서 해당 대회 준우승 및 8년만에 FIFA U-17 여자 월드컵 진출을 이끌었다.
2023년 3월, 제1회 여자 덴소컵에 출전하게 되었다.

## 기타
- 2019년 K리그의 챔피언 결정전 2차전에서 매치볼을 심판에게 건네주는 역할을 맡았었다.[3]
- 전북 현대의 이동국을 좋아하여 어린 시절 전북의 모든 경기를 챙겨 보았다고 한다.[3]
- 초등학생 저학년 때는 공격수 역할을 맡았으나 이후 미드필더로 포지션을 변경했고 현재는 수비수이다.[1][3][2]
- 어린 시절 인터뷰에 제 2의 지소연이 되고 싶다고 밝혔었지만[1] 최근에는 같은 포지션인, 김민재를 닮고 싶다고 말했다.[5]
- 초등학생 시절부터 팀 내 전담 키커 역할을 담당하였으며 대한민국 전 축구 국가대표 선수인 이천수 등의 프리킥을 연습한다고 한다.[2]